# Ellipteroides alboscutellatus
Ellipteroides alboscutellatus là một loài ruồi trong họ Limoniidae. Chúng phân bố ở miền Cổ bắc.